# Piper crenulatum
Piper crenulatum är en pepparväxtart som beskrevs av J.A. Steyermark. Piper crenulatum ingår i släktet Piper och familjen pepparväxter. Inga underarter finns listade i Catalogue of Life.